# Alan Clark (Musiker)

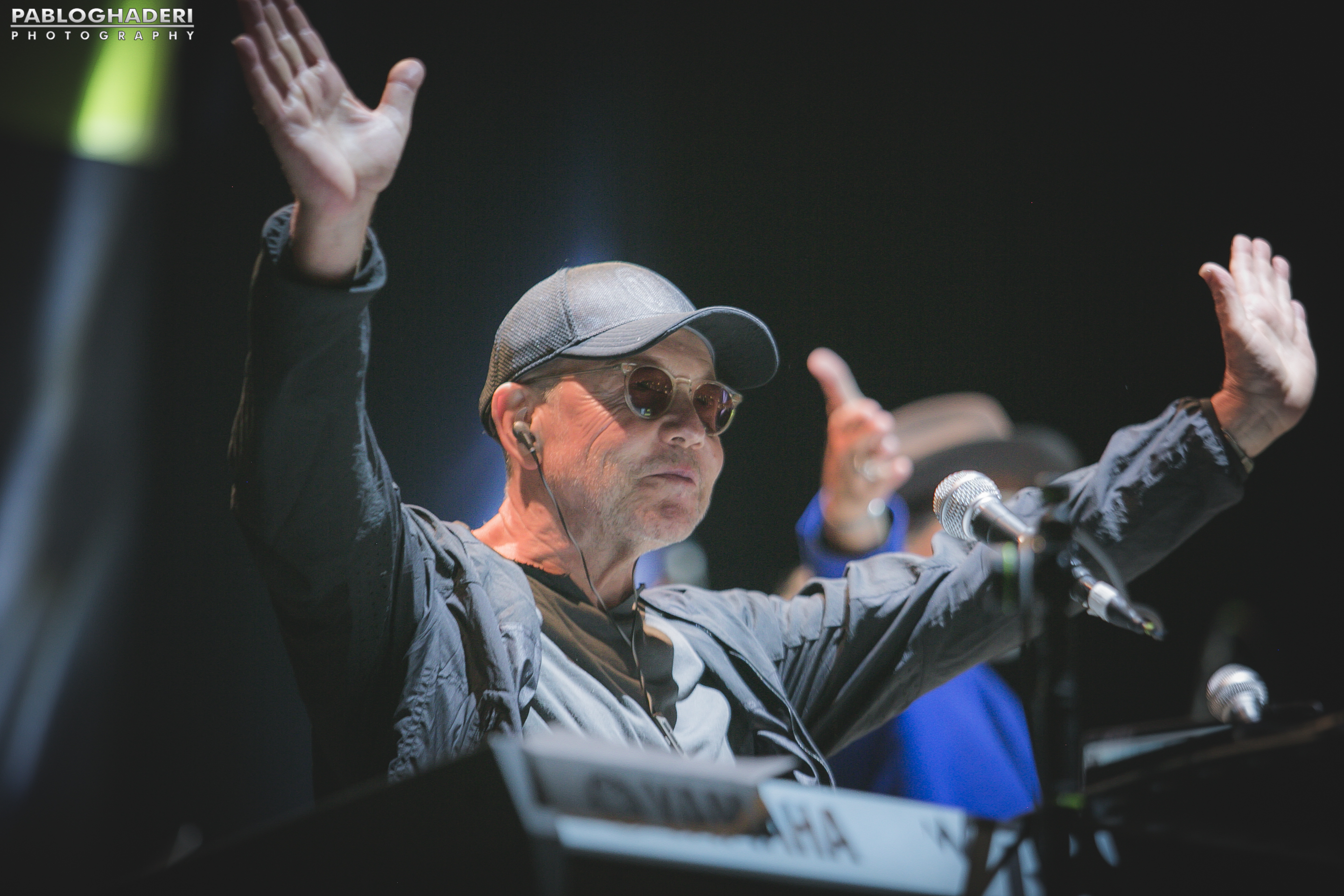
Alan Clark 2019

Alan Clark (* 5. März 1952 in Great Lumley, County Durham) ist ein britischer Keyboarder. Er war von 1980 bis 1995 Mitglied der britischen Rockband Dire Straits.

## Werdegang
1980 war Clark Mitglied der Newcastler Folk-Rock-Gruppe Lindisfarne und spielte mit der Band u. a. beim Knebworth Festival am 21. Juni.

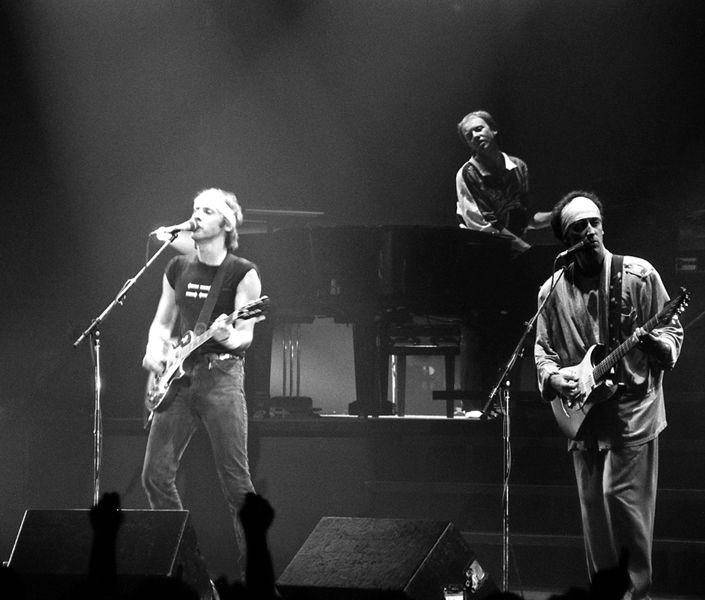
Bei einem Auftritt mit den Dire Straits 1985

Er erhielt im gleichen Jahr das Angebot, bei den Dire Straits einzusteigen und stieß als Keyboardverstärkung für deren On-Location-Tour zum Album Making Movies dazu. Auf Love over Gold war er zum ersten Mal mit den Dire Straits auf einem Album zu hören. Er blieb in der Band bis zu ihrer (nicht offiziellen) Auflösung 1995.
Alan Clark spielte außerdem die Keyboards für viele Filmsoundtracks des Dire-Straits-Kopfes Mark Knopfler (z. B. für den Film Local Hero, 1983). Er arbeitete ebenfalls mit Knopflers Bruder David zusammen und spielte auf dessen Solo-Alben. 
Anlässlich des zehnten Todestages von Alan Hull, dem Sänger und Songwriter der Gruppe Lindisfarne, gab es 2005 in der Newcastle Cityhall ein „Memorial Concert“, an dem Clark als Mitglied einer Lindisfarne/Newcastle Allstar Band teilnahm. 2010 begleitete er Marius Müller-Westernhagen auf dessen Williamsburg-Tournee und ist entsprechend auf dem 2011 veröffentlichten Livealbum Hottentottenmusik zu hören.